# Lichtenwörth
Lichtenwörth là một đô thị thuộc huyện Wiener Neustadt-Land trong bang Niederösterreich, Áo.

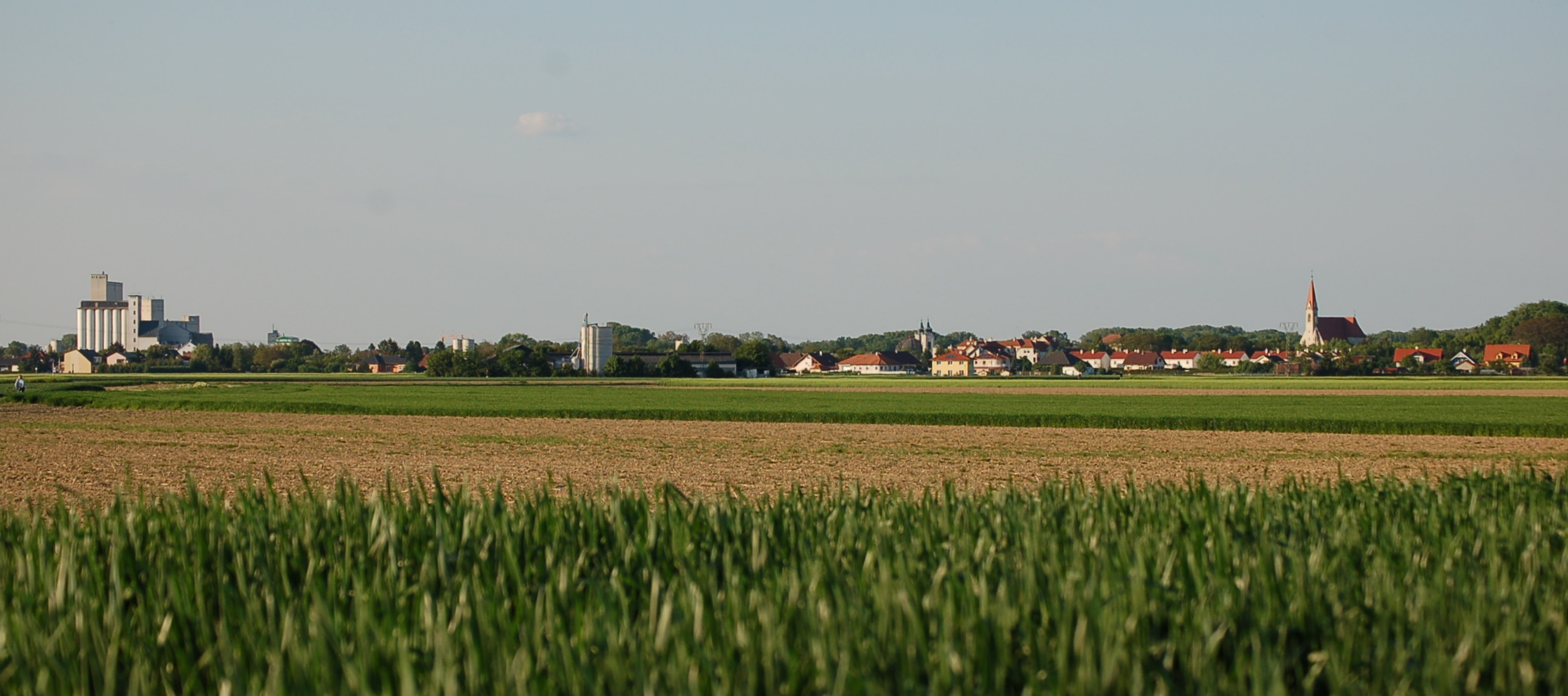
Lichtenwörth, seen from south
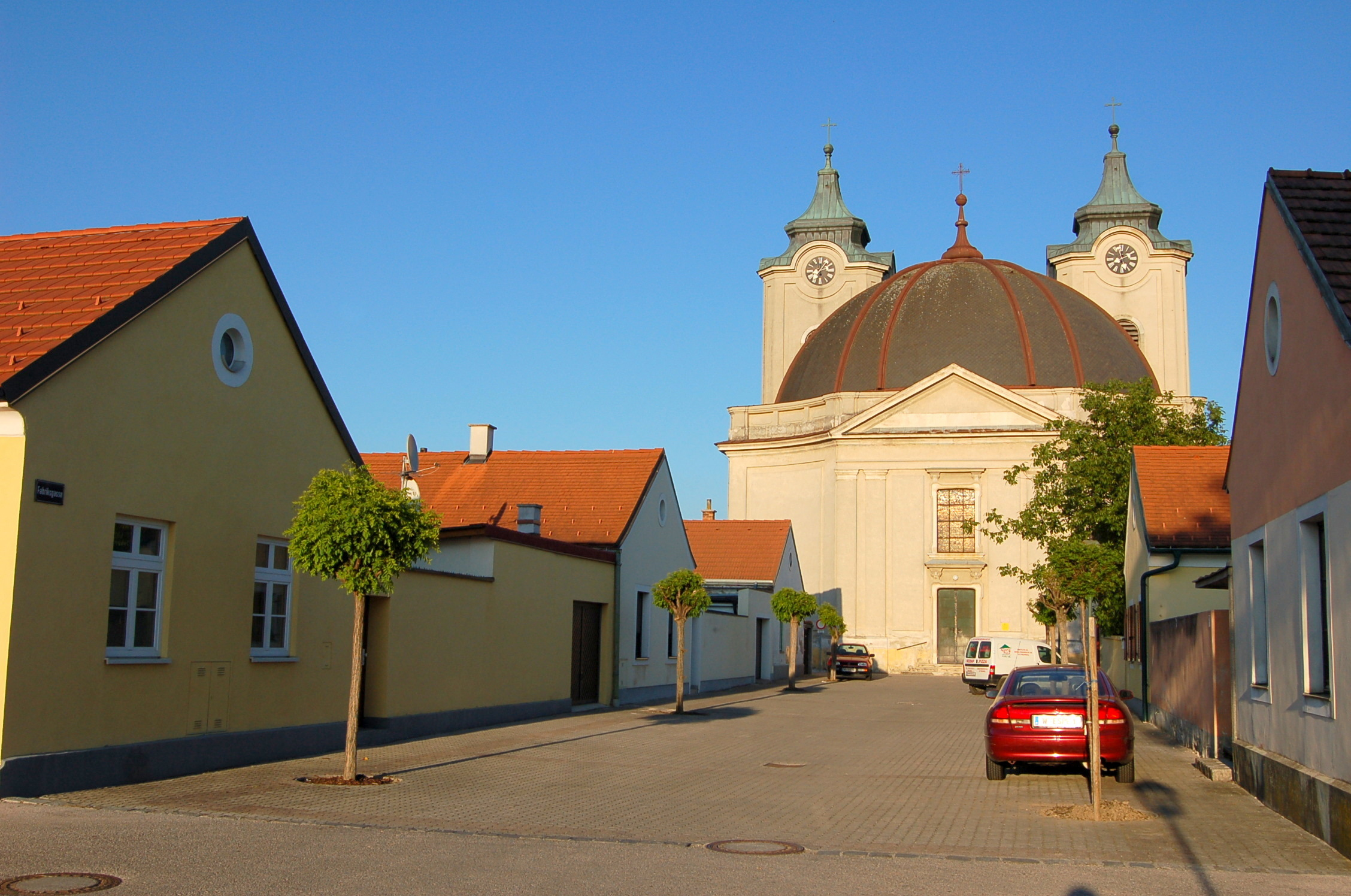
Nadelburg quarters and St. Theresa church
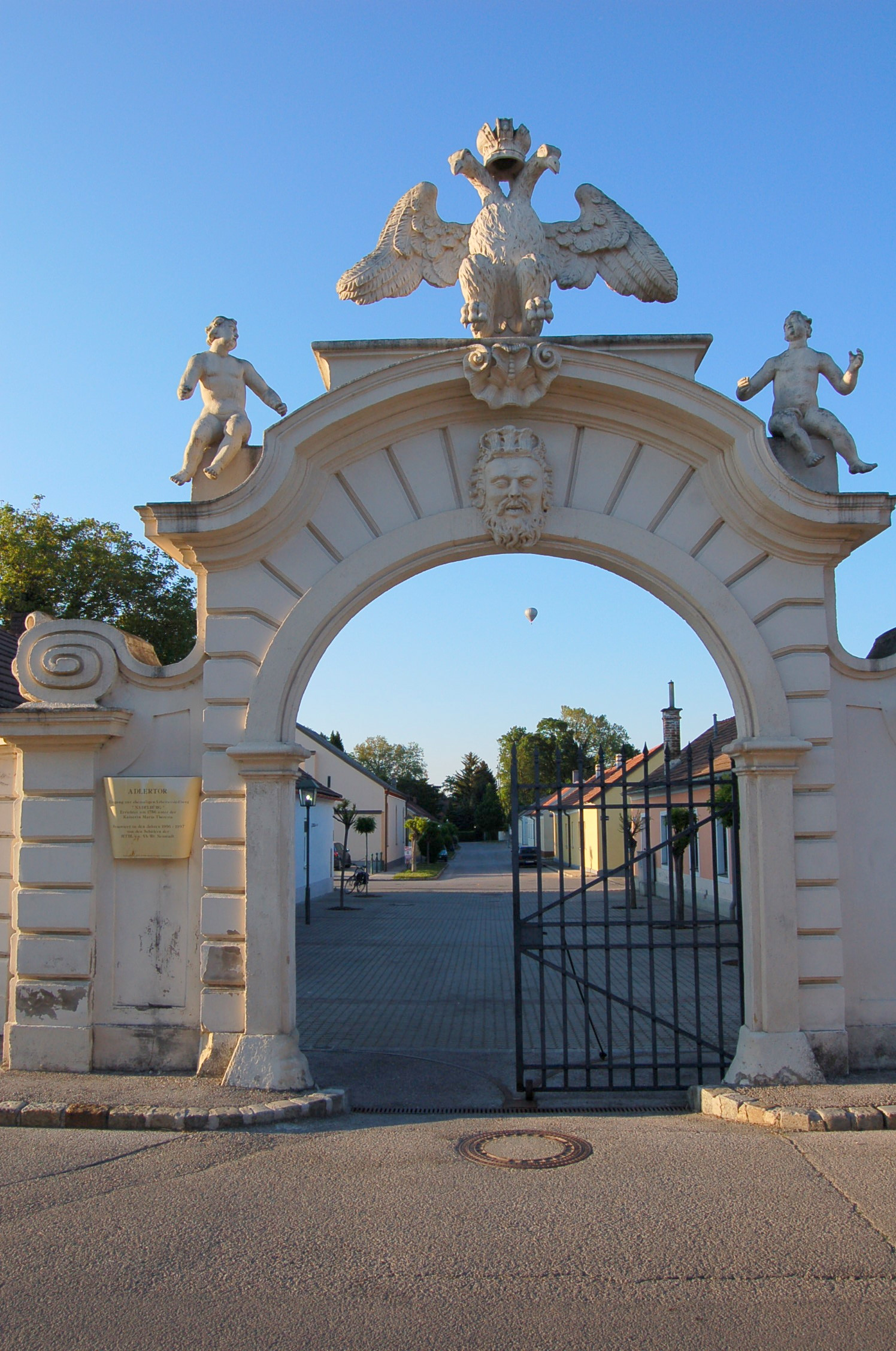
Adlertor, one of the entrances to the Nadelburg
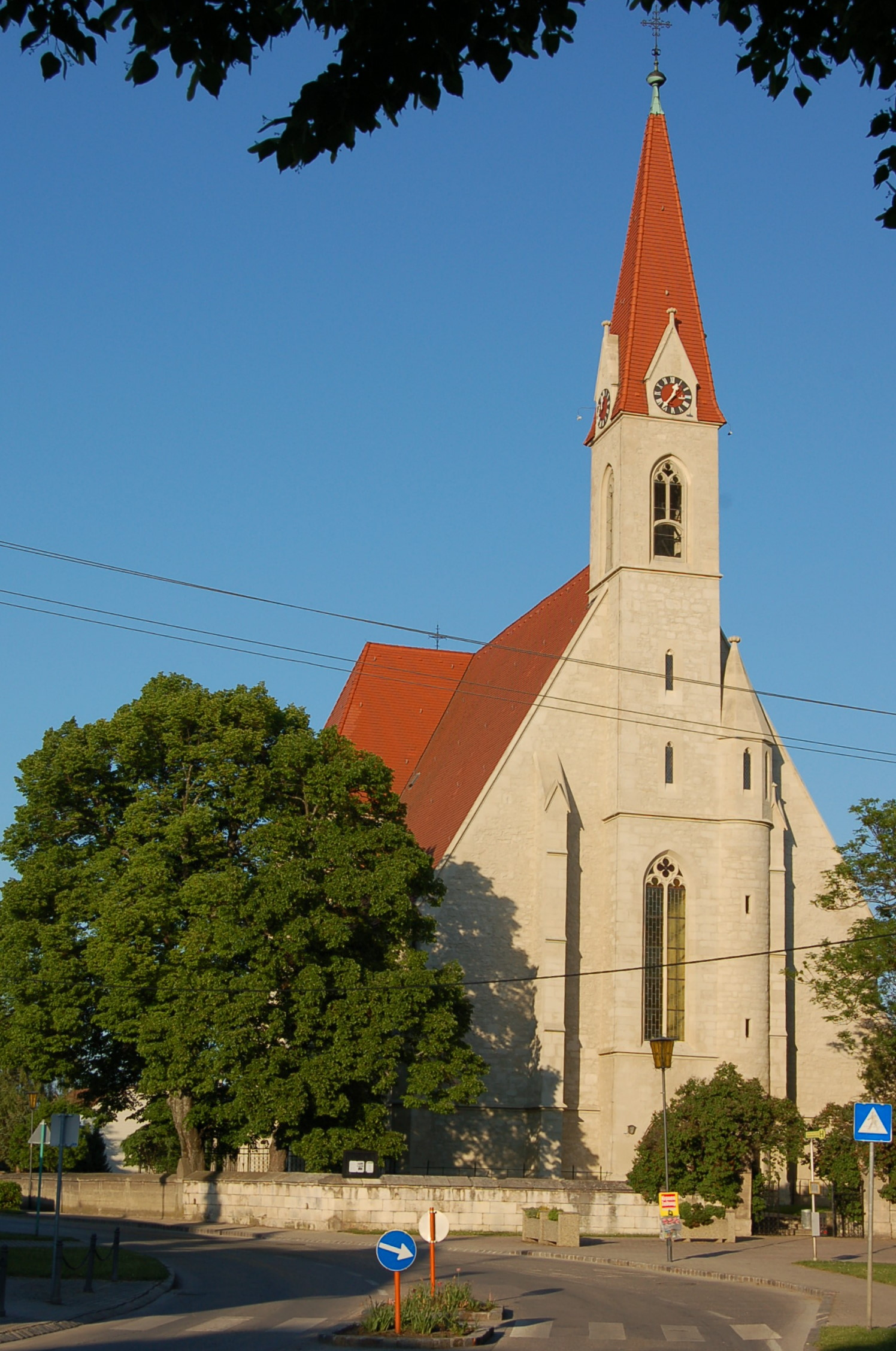
St. Jacob parish church